# Szklary (województwo małopolskie)

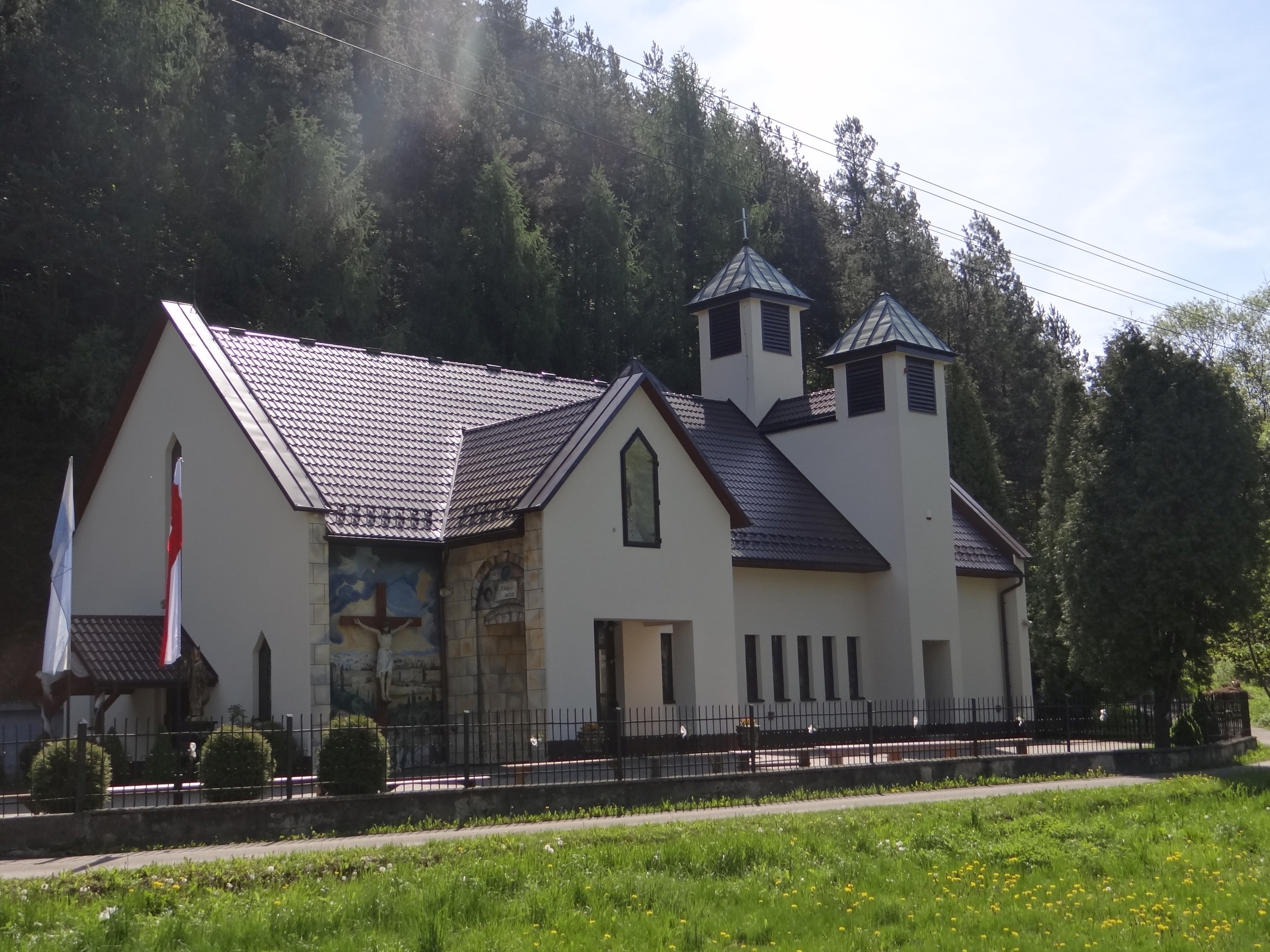
Kościół

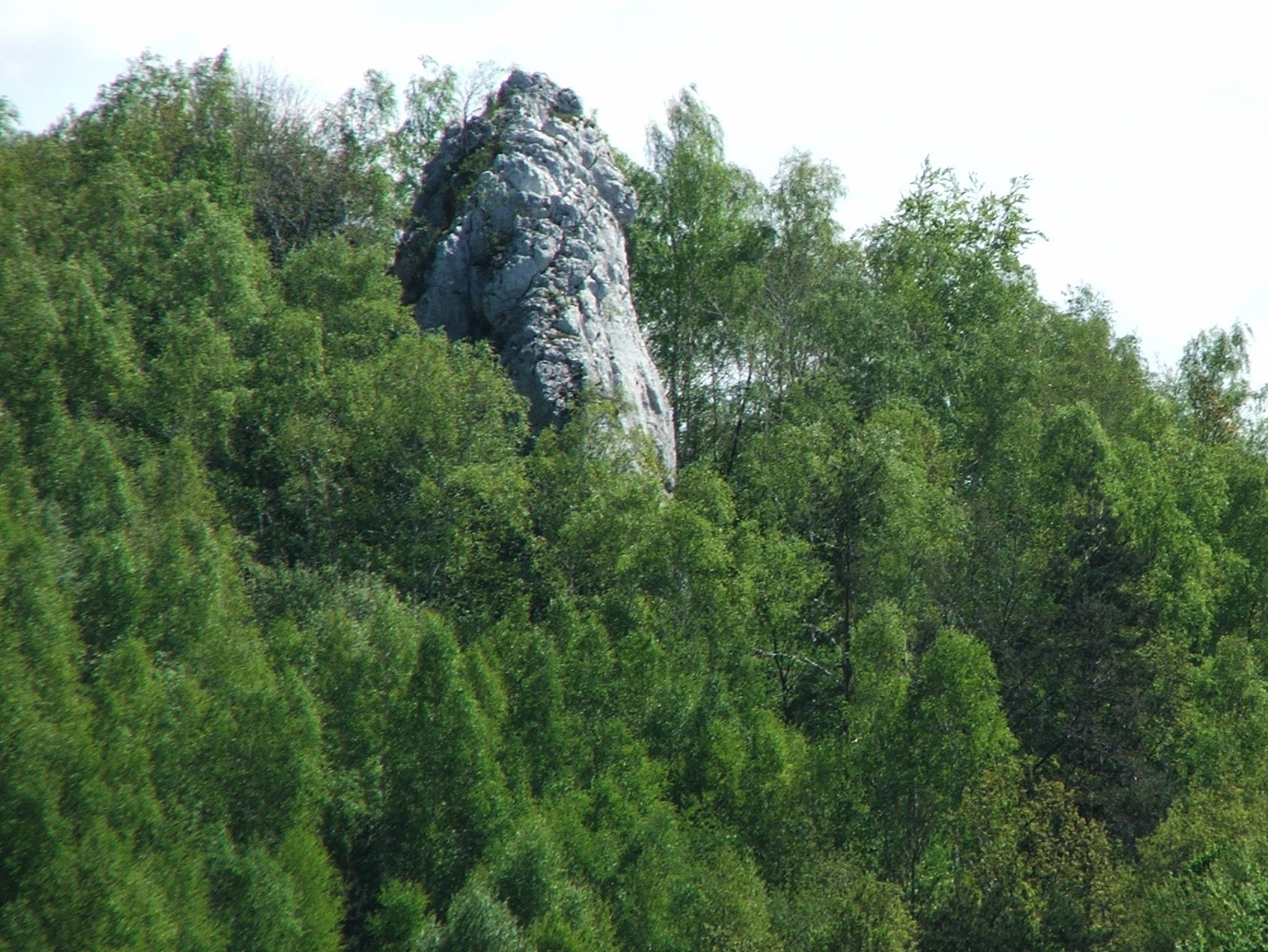
Dolina Szklarki

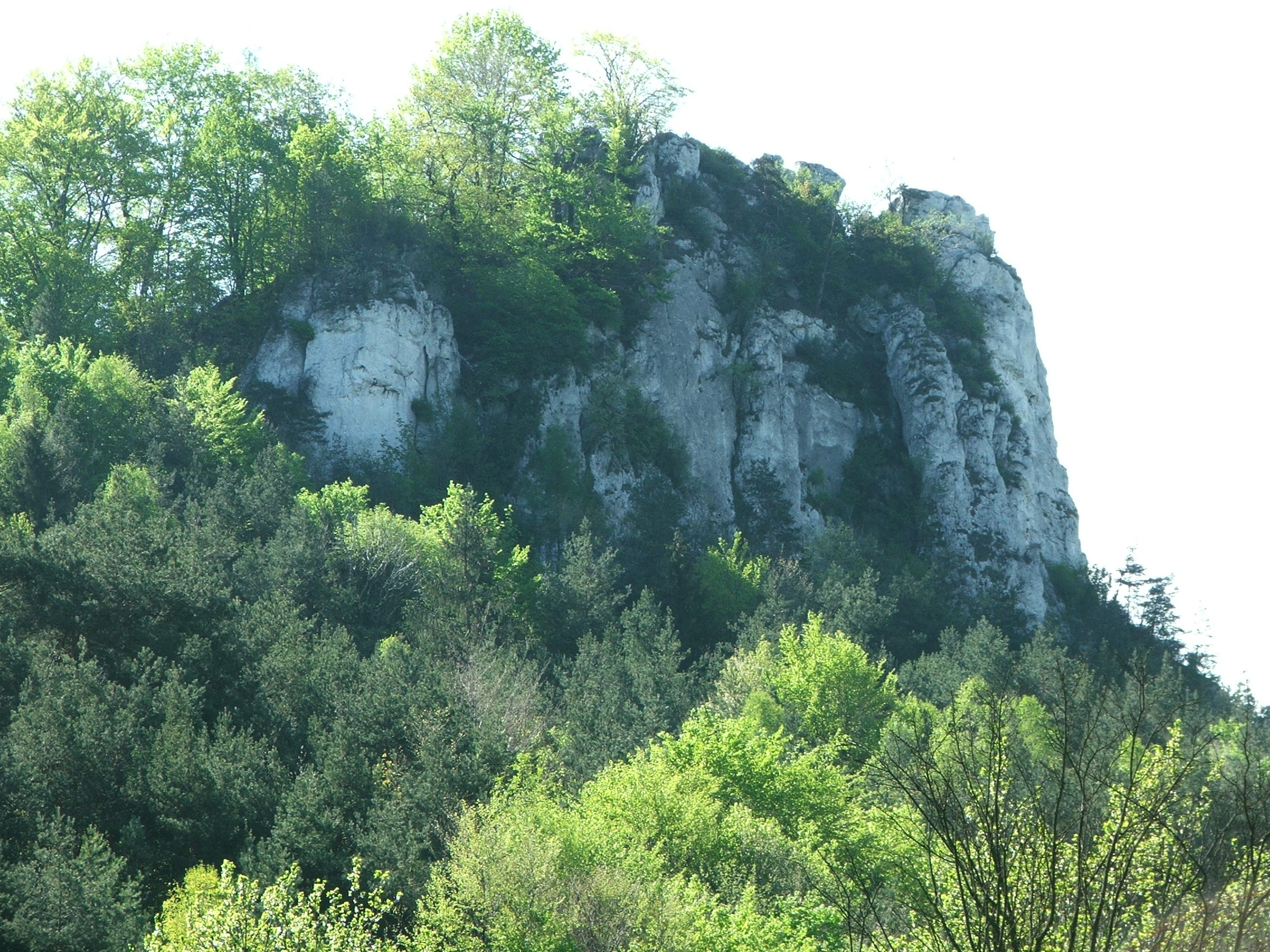
Brodło w centrum Szklar

Szklary – wieś w Polsce położona w województwie małopolskim, w powiecie krakowskim, w gminie Jerzmanowice-Przeginia.
Wieś królewska w tenucie ojcowskiej w powiecie proszowskim województwa krakowskiego w końcu XVI wieku. W latach 1975–1998 w województwie krakowskim.
Wieś ma ok. 3,5 km długości. Najwyższym szczytem Szklar jest wapienna skała Brodło. Pod nią stoi wybudowany w latach 1990–1994 kościół rzymskokatolicki pw. św. Maksymiliana Marii Kolbego. W miejscowości znajduje się również szkoła podstawowa oraz cmentarz.

## Części wsi

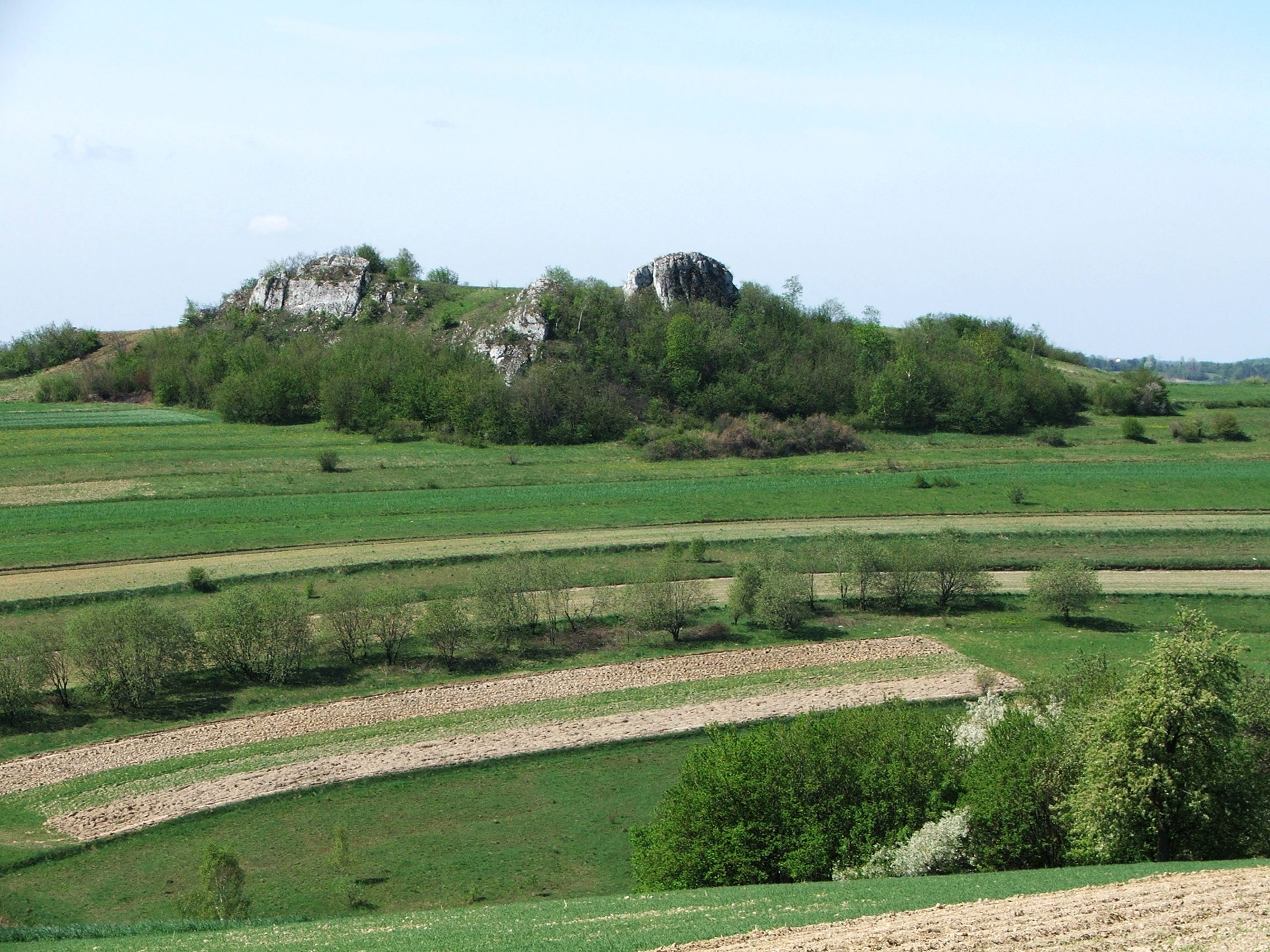
Wilisowe Skały w północno-zachodniej części wsi

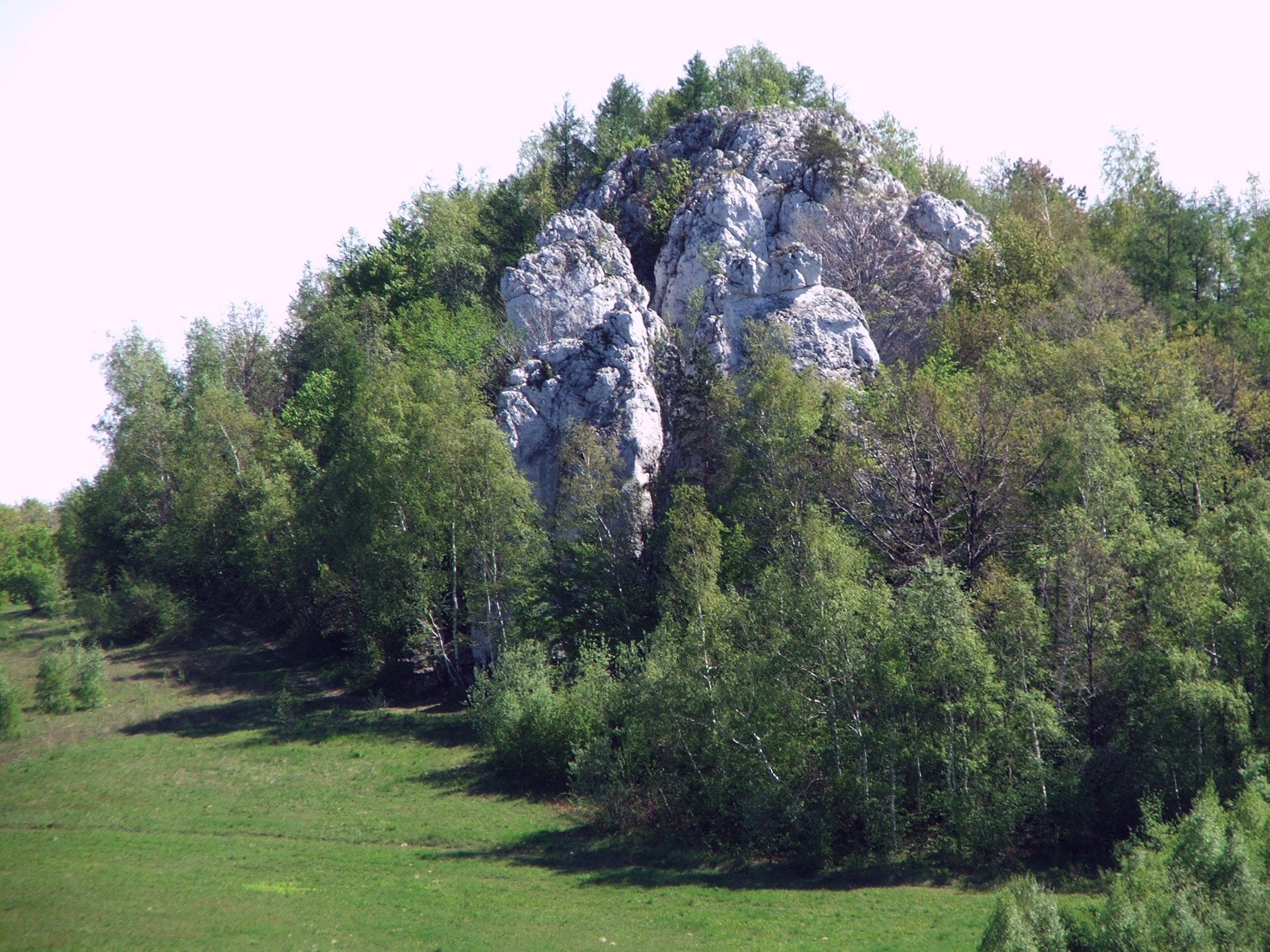
Witkowe Skały

| SIMC    | Nazwa       | Rodzaj    |
| ------- | ----------- | --------- |
| 0321589 | Dół         | część wsi |
| 0321595 | Góra        | część wsi |
| 0321603 | Na Brodle   | część wsi |
| 0321610 | Pod Brodłem | część wsi |

## Historia
Osada wzmiankowana w 1329 roku jako Hutnica; od 1400 pod obecną nazwą. Prawdopodobnie działała w niej huta szkła. Od ok. 1470 roku była wsią królewską. W 1590 roku została wyłączona ze starostwa ojcowskiego i przekazana w samodzielną dzierżawę Marcinowi Borzęckiemu. W końcu XVI wieku 16 kmieci uprawiało we wsi 9 łanów ziemi. W 1792 roku we wsi mieszkało 290 osób, w tym 5 Żydów. Stał dwór, browar, młyn i karczma. 5 kwietnia 1863 roku oddział ochotników przekraczających kordon austriacko-rosyjski stoczył potyczkę z Rosjanami, zakończoną rozproszeniem prawie 500-osobowego oddziału powstańców. W 1914 roku karczma została zniszczona w wyniku działań wojennych. Podczas II Wojny Światowej 22 sierpnia 1944 roku doszło do pacyfikacji wsi przez oddział egzekucyjny formacji SS i SA z Olkusza. Jej bezpośrednim powodem była stoczona dzień wcześniej w Dolinie Racławki przypadkowa potyczka oddziału partyzanckiego Armii Ludowej z kilkunastoosobową grupą młodzieży Hitlerjugend, w wyniku której poległ jeden partyzant i trzech młodych Niemców. Oddział, który przybył na teren Szklar schwytał 6 miejscowych chłopów z których troje zostało zastrzelonych na miejscu, dwoje zbiegło, a jeden został zwolniony. Ofiary zostały pochowane we wspólnej mogile na cmentarzu w Racławicach, w chwili śmierci mieli od 20 do 27 lat.

## Turystyka
Miejscowość położona jest w środkowej części Doliny Szklarki przecinającej Wyżynę Olkuską (część Wyżyny Krakowsko-Częstochowskiej). Dnem doliny płynie potok Szklarka, miejscami w głębokim wąwozie o stromych zboczach, w których znajdują się liczne skały wapienne. Potok zasilany jest przez duże wywierzysko zwane Piórem. Ze względu na piękno krajobrazu i walory przyrodnicze tereny te włączone zostały w obszar Parku Krajobrazowego Dolinki Krakowskie. Przez miejscowość przebiegają szlaki turystyczne umożliwiające zwiedzenie tych atrakcyjnych turystycznie i rekreacyjnie dolinek. Na terenie Jerzmanowic przy granicy ze Szklarami utworzono na wschodnich zboczach leśny rezerwat przyrody Dolina Szklarki (np. Jaskinia Ciasny Awen). W niej też znajduje się jeden z punktów Małopolskiego Szlaku Geoturystycznego, jako przykład rozwoju i sedymentacji wapieni płytowych i bioherm gąbkowych. Na południe od wsi znajdują się dwa kompleksy leśne: Las Pisarski i Las Knopówka.
Szlaki turystyczne
 czerwony – atrakcyjny widokowo czerwony szlak okrężny przez najciekawsze obszary Doliny Szklarki. Wychodząc nim ze Szklar w kierunku wschodnim przejdziemy cały leśny rezerwat. Szlak wspina się na górę i wyprowadza na pola uprawne wierzchowiny Wyżyny Olkuskiej skąd roztaczają się szerokie widoki w południowo-wschodnim kierunku. Następnie szlak schodzi z powrotem do dna doliny, przekracza drogę, przechodzi na zachodnie zbocze doliny i prowadzi odkrytymi w większości terenami w pobliżu dużych ostańców wierzchołkowych: Witkowe Skały, Łyse Skały, Chochołowe Skały, Cisówki, Kozłowe Skały. Obok Bukowej Góry w ramach projektu Małopolski Szlak Geoturystyczny ustawiono tablicę informacyjną opisującą mechanizm powstania znajdującej się w niej Jaskini Szeroki Aven.
 żółty – z Ojcowskiego Parku Narodowego przez Dolinę Bolechowicką, Karniowice, Dolinę Kobylańską, Będkowice, Bramę Będkowską, fragment Doliny Będkowskiej, Szklary, rezerwat przyrody Dolina Racławki do Paczółtowic.
 czarny – z Radwanowic do Szklar.
 niebieski szlak rowerowy – z Ojcowskiego Parku Narodowego przez Jerzmanowice (obok ostańców jerzmanowickich), Dolinę Będkowską, Łazy, Szklary, Racławice.